# NGC 5389
NGC 5389 este o galaxie lenticulară situată în constelația Ursa Mare. A fost descoperită în 24 aprilie 1789 de către William Herschel. Se află la o distanță de 30,9 de megaparseci de Pământ.